# American Pie Presents: The Naked Mile
American Pie Presents: The Naked Mile (American Pie Præsenterer: Det Nøgne Mil) er en amerikansk komediefilm fra 2006. Blandt medvirkende skuespillere er blandt andet John White, Jesse Schram, Steve Talley, Christopher McDonald, Ross Thomas, Jake Siegel og Eugene Levy. Filmen er en spin-off, af den originale American Pie-film.

## Handling
Da Erik Stifler indser, at han er den eneste i familien, der er i fare for at forlade highschool som jomfru, beslutter han sig til at holde familietraditionerne i hævd. Efter velmenende råd fra Jims far (Eugene Levy) er Erik klar til at prøve lykken under det berømte og berygtede Naked Mile-løb, hvor hans hengivne venner og nogle løsslupne piger sørger for den vildeste weekend nogensinde!

## Medvirkende
- John White - Erik Stifler
- Jessy Schram - Tracy Sterling
- Steve Talley - Dwight Stifler
- Christopher McDonald - Mr. Stifler
- Eugene Levy - Mr. Levenstein